# トゲモン
トゲモンはデジタルモンスターシリーズに登場する架空の生命体・デジタルモンスターの一種。

## 概要
元々はデジモンアドベンチャーのために作られたオリジナルデジモン。デジモンペンデュラム4で携帯機に初登場する。巨大なサボテンを模したデジモンで埴輪のような表情をしており、拳にはボクシングのグローブが取り付けられている。

## 種族としてのトゲモン
砂漠地帯に生息する植物型デジモン。身体の中に水分や栄養のデータを蓄積しているので、砂漠の中で長い間何も食べずに生きることが出来る。

### 基本データ
- 世代/成熟期
- タイプ/植物型
- 属性/データ
- 必殺技/チクチクバンバン
- 得意技/マッハジャブ、ココナッツパンチ
- 勢力/ウィンドガーディアンズ

必殺技
チクチクバンバン
身体に無数に生えた棘を、敵に一斉に飛ばす。

### ウイルス種
カードゲーム版では4種類のカードのうち、3種類がウイルス種である。

### X抗体版
ポンチョやソンブレロを身につけており、ポンチョモンのデザインを受け継いでいるようにも見えるが関係は不明。
- 必殺技/チクチクバムバム

## 登場人物としてのトゲモン
- デジモンアドベンチャー - 太刀川ミミのパートナーデジモン・パルモンの成熟期として登場。
- デジモンフロンティア - 第8話に登場。幼年期デジモンたちの教師をしている。
- デジモンセイバーズ - 第9話に登場。プロボクサー・早瀬翼の娘が父の対戦相手たちに次々と身体の不調を引き起こしたが、DATSの捜査によって発覚。ガオガモンに倒される。